# 13 Colorful Character
13 Colorful Character (⑬カラフルキャラクター Jūsan Karafuru Kyarakuta?)  este un album lansat de trupă Morning Musume. A fost lansat pe 12 septembrie 2012.

## Melodii
Toate melodiile sunt scrise și compuse de Tsunku.
- One Two Three
- What's Up? Ai wa Do na no yo~
- Be Alive
- Lalala no Pipipi
- Dokkan Capriccio
- The Matenrou Show
- Zero Kara Hajimaru Seishun
- Ren'ai Hunter
- Chikyu ga Naiteiru
- Namida Hitoshizuku
- Waratte! You
- Pyoco Pyoco Ultra

## Membrii
- Sayumi Michishige
- Reina Tanaka
- Mizuki Fukumura
- Erina Ikuta
- Riho Sayashi
- Kanon Suzuki
- Haruna Iikubo
- Ayumi Ishida
- Masaki Sato
- Haruka Kudo

## Clasamente
| Clasament (2012)            | Poziție de top |
| --------------------------- | -------------- |
| Oricon Daily Albums Chart   | 5              |
| Oricon Weekly Albums Chart  | 6              |
| Oricon Monthly Albums Chart | 32             |
| Billboard Japan Top Albums  | 5              |